# Jan Glapski
Jan Glapski (ur. 28 stycznia 1915 w Suchorzynie k. Sieradza, zm. 15 lutego 1983 w Łodzi) – kierowca turystyczny, jednocześnie działacz Polskiego Towarzystwa Turystyczno-Krajoznawczego (PTTK) w Łodzi.
W czasie służby wojskowej zdobył zawód kierowcy i całe życie przepracował jako kierowca. W czasie 47 lat pracy przejechał bez żadnego wypadku prawie 5 milionów kilometrów po drogach Polski i Europy.
Przed wojną pracował w starostwie powiatowym w Sarnach, podczas wojny wywieziony na roboty przymusowe do Niemiec i tam po wyzwoleniu otrzymał pracę w Misji Repatriacyjnej. Woził wówczas m.in. brytyjskiego prokuratora w procesie norymberskim. Do Polski wrócił w 1947 i pracował jako kierowca w kilku instytucjach. Między innymi pracował w Przedsiębiorstwie Robót Telekomunikacyjnych i wtedy przywiózł do Łodzi przedwojenny nadajnik i antenę radiową z Baranowicz. Posłużyły one do budowy pod Tuszynem nadajnika UKF Radia Łódź.
1 października 1961 został kierowcą autokaru turystycznego Łódzkiego Oddziału PTTK i w ten sposób związał się z PTTK aż do 1978, kiedy przeszedł na emeryturę, ale z turystyką i PTTK kontaktu nie stracił, został na własną prośbę półetatowym kierowcą mikrobusu „Nysa” który sam nazwał „Adelajdą”. Pracował do ostatniego dnia życia. 
Był nie tylko pracownikiem, ale członkiem i działaczem Towarzystwa, a na szczególne uznanie zasługiwały jego doskonała znajomość tras turystycznych, nawet tych mniej popularnych, był bezinteresownym pilotem służącym zawsze radą i pomocą. Jego umiejętności zawodowe, takt, humor i serdeczny stosunek do ludzi zjednywały mu życzliwość pracowników i działaczy PTTK, także przewodników. Jego teczka personalna pełna była pochwał.
Odznaczony był Brązowym Krzyżem Zasługi, Odznaką "Wzorowy Kierowca", Medalem 25-lecia Łódzkiego Oddziału PTTK.
Zmarł nagle 15 lutego 1983 w Łodzi, pochowany jest na cmentarzu komunalnym na Zarzewie w Łodzi. 